# Фантом (киносериал)
Фантом — классический американский киносериал 1943 года, созданный Columbia Pictures. Сериал основан на одноимённом комиксе о супергерое Фантоме.

## Сюжет
Профессор Дэвидсон планирует экспедицию, чтобы найти потерянный город Золоз. Расположение города содержится на семи частях карты, сделанной из слоновой кости, три из которых Дэвидсон уже нашёл. Доктор Бреммер, однако, намерен найти потерянный город и использовать его в качестве секретной авиабазы для его безымянной страны. Чтобы удалить его как препятствие, он убивает Фантома, к которому Дэвидсон может обратится за помощью. Умирающий Фантом отсылает телеграмму своему сыну,Джеффри Прэскотту, чтобы тот продолжил дело Фантома
Три оставшихся куска карты из слоновой кости принадлежат Сингапуру Смиту, который первоначально крадет части карты у Дэвидсона. Седьмой и самый важный кусок принадлежит татарскому хану.

## В ролях
- Том Тайлер — Джеффри Прескотт/Фантом
- Джинн Бейтс — Диана Палмер
- Кеннет МакДональд — доктор Макс Браммер
- Джо Дэвлин — Сингапур Смит
- Фрэнк Шеннон — профессор Дэвидсон
- Гай Кингсворд — Байрон Андерсон
- Джон Багни — Моку

## Производство
Как и большинство фильмов того времени, сериал отличался низким бюджетом . Поэтому, настоящее имя Фантома Джеффри Прескотт, в то время как в комиксах, его настоящее имя Кит Уокер, но когда Фантом появился на людях в костюме и шляпе, темных очках и пальто, Фантом говорит Сингапуру Смиту называть его «Уокер». Большинство из серий были сняты на Голливудских холмах.

## Издание
В Америке сериал был выпущен на DVD в 2001 году и включал в себя биографии актёров. В России этот сериал не был переведен на русский, поэтому ни разу не издавался.

## Критика
Фантом стал одним из лучших сериалов Columbia Pictures того времени. Также была отмечена профессиональная игра актёра Тома Тайлера, которая была намного хуже в фильме «Приключения капитана Марвела».

## Серии
- 1. Знак черепа
- 2.Человек, который никогда не умрет
- 3.Код предателя
- 4.Судейское место
- 5.Призрак, который ходит
- 6.Джунгли предателя
- 7.Тайна Ну
- 8.В поисках ключей
- 9.Огонь принцессы
- 10.Палата смерти
- 11.Ключевые изумруды
- 12.Клыки зверя
- 13.Дорога к Золозу
- 14.Потерянный город
- 15.Мир в джунглях